# Karl Aigen

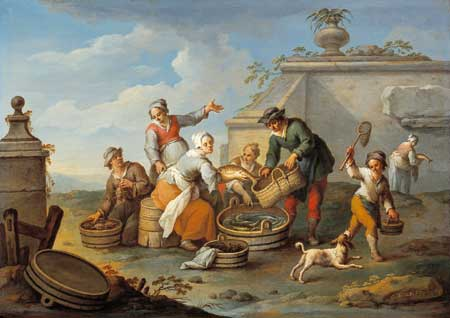
Fischmarkt, ok. 1730
Museumsstiftung Post und Telekommunikation

Karl Aigen (ur. 8 października 1684 w Ołomuńcu, zm. 22 października 1764 w Wiedniu) – austriacki malarz pejzażysta.

## Życiorys
Syn złotnika z Ołomuńca, pierwsze lekcje rysunku pobierał u lokalnego malarza Dominika Maiera. Ok. 1720 roku przybył do Wiednia a w 1728 roku rozpoczął studia w Akademii Sztuk Pięknych. Od 1751 roku aż do śmierci profesor malarstwa na Akademii. Od 1754 roku członek Akademii. Po śmierci Jacoba van Schuppena (1670–1751) prowadził w latach 1750–59, na przemian z Josefem Mildorferem (1719–1755), szkołę malarstwa w Akademii.
Specjalizował się w malowaniu pejzaży i scen figuratywnych, malował również obrazy ołtarzowe. Inspirował się pracami malarzy niderlandzkich i francuskich.